# Фабо, Ева
Ева Фабо (венг. Fabó Éva; 1967 - 1994) — венгерская пловчиха в ластах.

## Карьера
Ева Фабо - самая титулованная пловчиха в ластах Венгрии. Она является трёхкратной чемпионкой Всемирных игр, чемпионка мира и трёхкратная чемпионка Европы.
Признавалась лучшей пловчихой в ластах Венгрии в 1980, 1981, 1982, 1985, 1990, 1991 годах.
Умерла в 1994 году. 

## Память
Имя Евы Фабо носит центр водного спорта г. Дунауйварош, а также проводится мемориал Евы Фабо по подводному спорту.